# مادلن مولونگا
مادلن مولونگا (فرانسوی: Madeleine Malonga‎؛ زادهٔ ۲۵ دسامبر ۱۹۹۳) جودوکار زن اهل فرانسه است.